# Sandviken (đô thị)
Đô thị Sandviken (Sandvikens kommun) là một đô thị ở hạt Gävleborg, đông trung bộ Thụy Điển. Thủ phủ là thị xã Sandviken.
Đô thị hiện nay được lập năm 1971 thông qua việc hợp nhất thành phố Sandviken (thành lập năm 1943) với một số đô thị nông nghiệp xung quanh.
Huy hiệu của đô thị này được lấy theo huy hiệu trao cho thành phố Sandviken khi thành lập năm 1943.